# Альберто Руїс-Гальярдон
Альберто Руїс-Гальярдон Хіменес (ісп. Alberto Ruiz-Gallardón Jiménez; нар. 11 грудня 1958, Мадрид) — іспанський політик, член Народної партії. Міністр юстиції Іспанії в кабінеті Маріано Рахоя.

## Біографія
Син прокурора Хосе Марії Руїса Гальярдона, Альберто вивчав юриспруденцію в Університеті святого Павла в Мадриді. З 2003 року обіймав посаду мера Мадрида. 21 грудня 2011 був призначений міністром юстиції Іспанії. На посаді мера Мадрида його змінила Ана Ботелья. Одружений, має чотирьох синів.